# Grand Prix Saúdské Arábie 2021
Grand Prix Saúdské Arábie 2021 (oficiálně Formula 1 STC Saudi Arabian Grand Prix 2021) se jela na okruhu Jeddah Corniche Circuit v Džiddě v Saúdské Arábii dne 5. prosince 2021. Závod byl dvacátým-prvním v pořadí v sezóně 2021 šampionátu Formule 1.

## Kvalifikace
| Poř.                       | No. | Jezdec             | Konstruktér               | Časy v kvalifikaci | Časy v kvalifikaci | Časy v kvalifikaci | Pořadí na startu |
| Poř.                       | No. | Jezdec             | Konstruktér               | Q1                 | Q2                 | Q3                 | Pořadí na startu |
| -------------------------- | --- | ------------------ | ------------------------- | ------------------ | ------------------ | ------------------ | ---------------- |
| 1                          | 44  | Lewis Hamilton     | Mercedes                  | 1:28.466           | 1:27.712           | 1:27.511           | 1                |
| 2                          | 77  | Valtteri Bottas    | Mercedes                  | 1:28.067           | 1:28.054           | 1:27.622           | 2                |
| 3                          | 33  | Max Verstappen     | Red Bull Racing-Honda     | 1:28.285           | 1:27.953           | 1:27.653           | 3                |
| 4                          | 16  | Charles Leclerc    | Ferrari                   | 1:28.310           | 1:28.459           | 1:28.054           | 4                |
| 5                          | 11  | Sergio Pérez       | Red Bull Racing-Honda     | 1:28.021           | 1:27.946           | 1:28.123           | 5                |
| 6                          | 10  | Pierre Gasly       | AlphaTauri-Honda          | 1:28.401           | 1:28.314           | 1:28.125           | 6                |
| 7                          | 4   | Lando Norris       | McLaren-Mercedes          | 1:28.338           | 1:28.344           | 1:28.180           | 7                |
| 8                          | 22  | Júki Cunoda        | AlphaTauri-Honda          | 1:28.503           | 1:28.222           | 1:28.442           | 8                |
| 9                          | 31  | Esteban Ocon       | Alpine-Renault            | 1:28.752           | 1:28.564           | 1:28.647           | 9                |
| 10                         | 99  | Antonio Giovinazzi | Alfa Romeo Racing-Ferrari | 1:28.889           | 1:28.616           | 1:28.754           | 10               |
| 11                         | 3   | Daniel Ricciardo   | McLaren-Mercedes          | 1:28.216           | 1:28.668           |                    | 11               |
| 12                         | 7   | Kimi Räikkönen     | Alfa Romeo Racing-Ferrari | 1:28.856           | 1:28.885           |                    | 12               |
| 13                         | 14  | Fernando Alonso    | Alpine-Renault            | 1:28.944           | 1:28.920           |                    | 13               |
| 14                         | 63  | George Russell     | Williams-Mercedes         | 1:28.926           | 1:29.054           |                    | 14               |
| 15                         | 55  | Carlos Sainz Jr.   | Ferrari                   | 1:28.236           | 1:53.652           |                    | 15               |
| 16                         | 6   | Nicholas Latifi    | Williams-Mercedes         | 1:29.177           |                    |                    | 16               |
| 17                         | 5   | Sebastian Vettel   | Aston Martin-Mercedes     | 1:29.198           |                    |                    | 17               |
| 18                         | 18  | Lance Stroll       | Aston Martin-Mercedes     | 1:29.368           |                    |                    | 18               |
| 19                         | 47  | Mick Schumacher    | Haas-Ferrari              | 1:29.464           |                    |                    | 19               |
| 20                         | 9   | Nikita Mazepin     | Haas-Ferrari              | 1:30.473           |                    |                    | 20               |
| 107% času vítěze: 1:34.182 |     |                    |                           |                    |                    |                    |                  |
| Zdroj:                     |     |                    |                           |                    |                    |                    |                  |

## Závod
| Poř.                                                                | No. | Jezdec             | Konstruktér               | Počet kol | Čas/Odstoupení      | Pořadí na startu | Body |
| ------------------------------------------------------------------- | --- | ------------------ | ------------------------- | --------- | ------------------- | ---------------- | ---- |
| 1                                                                   | 44  | Lewis Hamilton     | Mercedes                  | 50        | 2:06:15.185         | 1                | 26   |
| 2                                                                   | 33  | Max Verstappen     | Red Bull Racing-Honda     | 50        | +21.825             | 3                | 18   |
| 3                                                                   | 77  | Valtteri Bottas    | Mercedes                  | 50        | +27.531             | 2                | 15   |
| 4                                                                   | 31  | Esteban Ocon       | Alpine-Renault            | 50        | +27.633             | 9                | 12   |
| 5                                                                   | 3   | Daniel Ricciardo   | McLaren-Mercedes          | 50        | +40.121             | 11               | 10   |
| 6                                                                   | 10  | Pierre Gasly       | AlphaTauri-Honda          | 50        | +41.613             | 6                | 8    |
| 7                                                                   | 16  | Charles Leclerc    | Ferrari                   | 50        | +44.475             | 4                | 6    |
| 8                                                                   | 55  | Carlos Sainz Jr.   | Ferrari                   | 50        | +46.606             | 15               | 4    |
| 9                                                                   | 99  | Antonio Giovinazzi | Alfa Romeo Racing-Ferrari | 50        | +58.505             | 10               | 2    |
| 10                                                                  | 4   | Lando Norris       | McLaren-Mercedes          | 50        | +1:01.358           | 7                | 1    |
| 11                                                                  | 18  | Lance Stroll       | Aston Martin-Mercedes     | 50        | +1:17.212           | 18               |      |
| 12                                                                  | 6   | Nicholas Latifi    | Williams-Mercedes         | 50        | +1:23.249           | 16               |      |
| 13                                                                  | 14  | Fernando Alonso    | Alpine-Renault            | 49        | +1 kolo             | 13               |      |
| 14                                                                  | 22  | Júki Cunoda        | AlphaTauri-Honda          | 49        | +1 kolo             | 8                |      |
| 15                                                                  | 7   | Kimi Räikkönen     | Alfa Romeo Racing-Ferrari | 49        | +1 kolo             | 12               |      |
| Ret                                                                 | 5   | Sebastian Vettel   | Aston Martin-Mercedes     | 44        | Poškození po kolizi | 17               |      |
| Ret                                                                 | 11  | Sergio Pérez       | Red Bull Racing-Honda     | 14        | Kolize              | 5                |      |
| Ret                                                                 | 9   | Nikita Mazepin     | Haas-Ferrari              | 14        | Kolize              | 20               |      |
| Ret                                                                 | 63  | George Russell     | Williams-Mercedes         | 14        | Kolize              | 14               |      |
| Ret                                                                 | 47  | Mick Schumacher    | Haas-Ferrari              | 8         | Nehoda              | 19               |      |
| Nejrychlejší kolo: Lewis Hamilton (Mercedes) – 1:30.734 (v kole 47) |     |                    |                           |           |                     |                  |      |
| Zdroj:                                                              |     |                    |                           |           |                     |                  |      |

Poznámky
1. ↑  Lewis Hamilton získal jeden bod za zajetí nejrychlejšího kola.
2. ↑  Max Verstappen obdržel trest přičtení 5 sekund k času v cíli za opuštění trati a získání přetvávající výhody. Zároveň obdržel trest přičtení 10 sekund k času v cíli za zavinění kolize s Lewisem Hamiltonem.
3. ↑  Júki Cunoda obdržel trest přičtení 5 sekund k času v cíli za zavinění kolize se Sebastianem Vettelem.

## Průběžné pořadí po závodě
Pohár jezdců
|        | Pořadí | Jezdec          | Body  |
| ------ | ------ | --------------- | ----- |
|        | 1      | Max Verstappen  | 369,5 |
|        | 2      | Lewis Hamilton  | 369,5 |
|        | 3      | Valtteri Bottas | 218   |
|        | 4      | Sergio Pérez    | 190   |
| 1      | 5      | Charles Leclerc | 158   |
| Zdroj: |        |                 |       |

Pohár konstruktérů
|        | Pořadí | Konstruktér      | Body  |
| ------ | ------ | ---------------- | ----- |
|        | 1      | Mercedes         | 587,5 |
|        | 2      | Red Bull-Honda   | 559,5 |
|        | 3      | Ferrari          | 307,5 |
|        | 4      | McLaren–Mercedes | 269   |
|        | 5      | Alpine–Renault   | 149   |
| Zdroj: |        |                  |       |